# 郭虎
郭虎（1959年4月—），男，汉族，山西运城人，中华人民共和国政治人物，曾任宁夏回族自治区政协副主席。